# Lijst van rijksmonumenten in Margraten
De plaats Margraten telt 13 inschrijvingen in het rijksmonumentenregister. Hieronder een overzicht.
| Object                                                 | Oorspronkelijke functie?  | Bouwjaar                                                                                            | Architect | Locatie                   | Coördinaten?                  | Nr.?   | Afbeelding        |
| ------------------------------------------------------ | ------------------------- | --------------------------------------------------------------------------------------------------- | --------- | ------------------------- | ----------------------------- | ------ | ----------------- |
| Eenvoudig boerenhuis van mergel                        | Boerderij                 | 19e eeuw                                                                                            |           | Hoenderstraat 9           | 50° 49' 12" NB, 5° 49' 10" OL | 34608  | Meer afbeeldingen |
| Hoeve met binnenplaats                                 | Boerderij                 | eerste helft 19e eeuw                                                                               |           | Hoenderstraat 11          | 50° 49' 12" NB, 5° 49' 9" OL  | 34609  | Meer afbeeldingen |
| Eenvoudig boerenhuis van mergel                        | Boerderij                 | 19e eeuw                                                                                            |           | Hoenderstraat 15          | 50° 49' 13" NB, 5° 49' 8" OL  | 34610  | Meer afbeeldingen |
| Hoeve met binnenplaats                                 | Boerderij                 | eerste helft 19e eeuw                                                                               |           | Hoenderstraat 17          | 50° 49' 13" NB, 5° 49' 8" OL  | 34611  | Meer afbeeldingen |
| Hoeve met binnenplaats                                 | Boerderij                 | eerste helft 19e eeuw (hoeve) 1675 (schuur)                                                         |           | Pastoor Brouwersstraat 5  | 50° 49' 10" NB, 5° 49' 12" OL | 34612  | Meer afbeeldingen |
| Pastorie                                               | Woonhuis                  | eerste helft 19e eeuw                                                                               |           | Pastoor Brouwersstraat 19 | 50° 49' 13" NB, 5° 49' 15" OL | 34613  | Meer afbeeldingen |
| R.K. Kerk van de H. Margarita                          | Kerk en kerkonderdeel     | laatste kwart 19e eeuw (toren) 1923 (schip)                                                         |           | Pastoor Brouwersstraat 21 | 50° 49' 12" NB, 5° 49' 17" OL | 34614  | Meer afbeeldingen |
| Zwingelput                                             | Straatmeubilair           | laatste helft 19e eeuw                                                                              |           | Rijksweg bij 82           | 50° 49' 1" NB, 5° 49' 59" OL  | 34615  | Meer afbeeldingen |
| Dobbelsteynshof                                        | Boerderij                 | 1781 (windvaan) laatste helft 17e eeuw (achter, opzij en inwendige schouw) 1825 (stallen en schuur) |           | Rijksweg 8                | 50° 49' 8" NB, 5° 49' 6" OL   | 34616  | Meer afbeeldingen |
| Zwingelput                                             | Straatmeubilair           | laatste helft 19e eeuw                                                                              |           | To. kerk te Margraten     | 50° 49' 12" NB, 5° 49' 17" OL | 34617  | Meer afbeeldingen |
| Drie hekpijlers van mergel met vaasvormige bekroningen | Tuin, park en plantsoen   | tweede kwart 19e eeuw                                                                               |           | Sprinkstraat bij 6        | 50° 49' 10" NB, 5° 49' 20" OL | 34618  | Meer afbeeldingen |
| Hoeve in haakvorm                                      | Boerderij                 | ca. 1700                                                                                            |           | Sprinkstraat 12           | 50° 49' 10" NB, 5° 49' 21" OL | 34619  | Meer afbeeldingen |
| Klooster en school                                     | Klooster, kloosteronderdl | 1911-1912                                                                                           |           | Rijksweg 30               | 50° 49' 6" NB, 5° 49' 20" OL  | 491766 | Meer afbeeldingen |